# Kostel svatého Marka (Potštejn)
Hřbitovní kostel svatého Marka se nachází 1 km severoseverozápadním směrem od středu obce Potštejn na jihovýchodním okraji zástavby obce Záměl.

## Historie

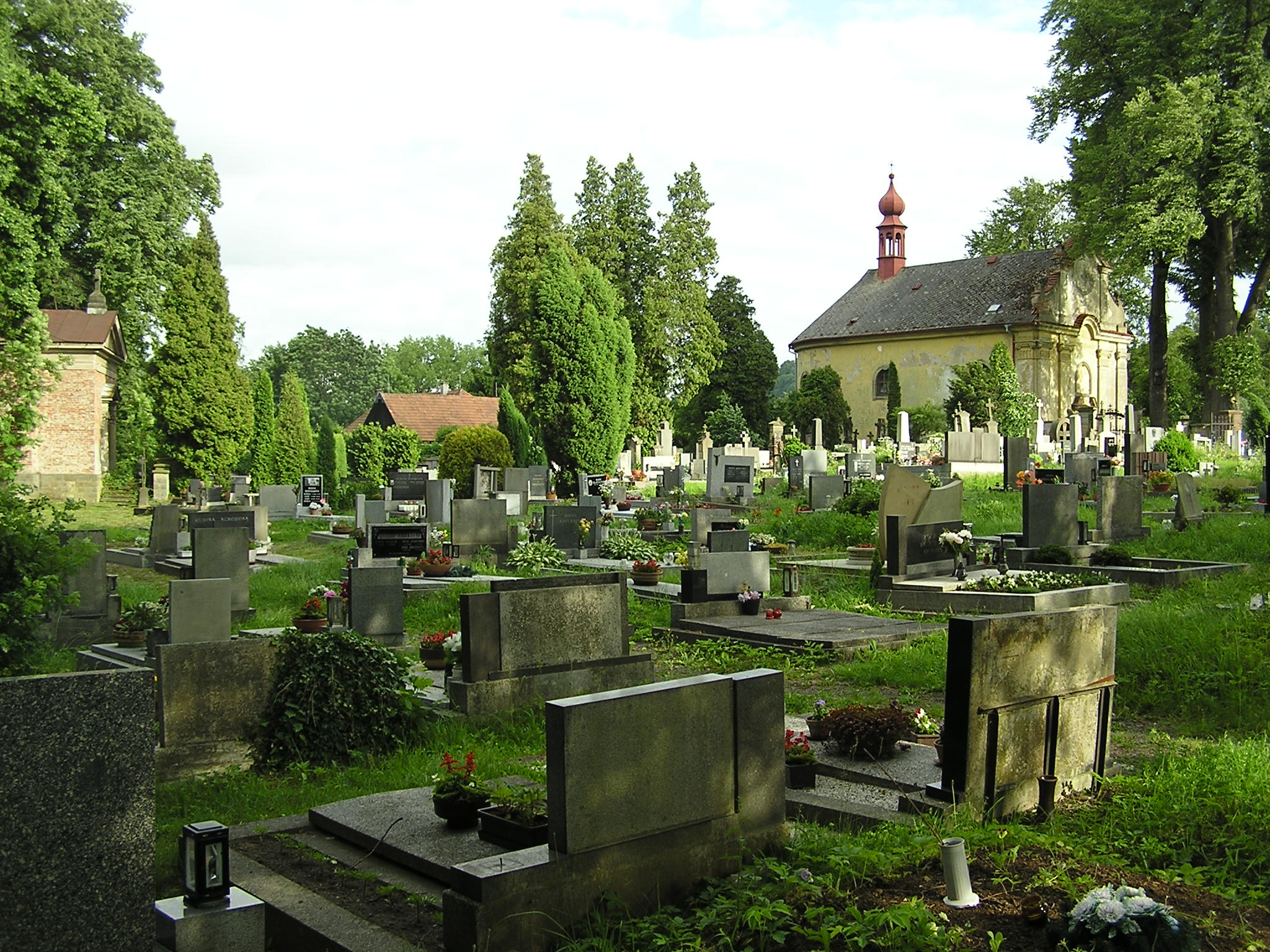
Kostel sv. Marka se hřbitovem

Se stavbou kostela bylo započato pravděpodobně za Václava Hrzána z Harasova, majitele potštejnského panství, před rokem 1570. V roce 1578 se ještě jako neúplně vybavený prvně připomíná v zápisech sbírky Acta Unitatis Fratrum v souvislosti s konáním bratrských bohoslužeb. O bližším vztahu Jednoty bratrské k tomuto kostelu se však nedochovaly žádné další zprávy. V roce 1587 je kostel zmiňován v Registrech správních důchodův panství potnštejnského, v urbáři, který nechal pro své panství vytvořit Adam Šťastný Hrzán z Harasova.
Během třicetileté války stavba zchátrala a patrně již nebyla obnovena. V roce 1713 nechal hrabě František Karel Záruba z Hustířan vystavět nový kostel v barokním slohu. V roce 1790 sem byl od potštejnského kostela sv. Vavřince přeložen hřbitov.

## Popis
Kostel je jednolodní obdélnou budovou s půlkruhovým presbytářem. Průčelí členěné pilastry, vrcholí barokním štítem s volutami. Uprostřed průčelí portál s dekorací a nad ním okno. Na průčelí štuková výzdoba. Presbytář klenut valeně s lunetami, loď plochostropá. Zařízení pochází z 18. století. Hlavní oltář z roku 1713 se sochou sv. Marka. Boční oltáře sv. Salvatora (rokokový, kolem roku 1760) a sv. Františka z Pauly (empír, kolem roku 1830). Kamenná kazatelna ve formě kalichu. Obraz sv. Marka z roku 1638. Na hřbitově, přiléhajícím ke kostelu, se nachází klasicistní hrobka Dobřenských z Dobřenic, dále náhrobek Jaroslava A. Helferta s reliéfem od Otakara Španiela a několik lidových empírových náhrobků z 19. století.